# Toro mecánico (canción)
«Toro mecánico» es una canción del grupo de rock español Dinamita pa' los Pollos, editada en 1989.

## Descripción
Junto a Pandilleros y Billy Joe, se trata de uno de los temas más populares y comerciales de la banda; de estilo roquero hillbilly, como el resto del álbum de estudio, y con influencias country rock.
La canción alcanzó el número 1 de la lista de la cadena de radiofórmula española Los 40 Principales, la semana del 28 de octubre de 1989.